# (2294) Андроников
(2294) Андроников — астероид главного пояса, который был открыт 14 августа 1977 года советским астрономом Н. С. Черных в Крымской астрофизической обсерватории и назван в честь советского артиста и писателя И. Л. Андроникова.